# Рассуха (Гомельская область)
Рассуха (бел. Расуха) — посёлок в Столбунском сельсовете Ветковского района Гомельской области Белоруссии.

## Административное устройство
До 11 января 2023 года входил в состав Яновского сельсовета. В связи с объединением Столбунского, Малонемковского и Яновского сельсоветов Ветковского района Гомельской области в одну административно-территориальную единицу — Столбунский сельсовет, включен в состав Столбунского сельсовета.

## География

### Расположение
В 43 км на северо-восток от Ветки, 65 км от Гомеля.

## Транспортная сеть
Транспортные связи по просёлочной, затем автомобильной дороге Чечерск — Ветка. Планировка состоит из почти прямолинейной улицы, близкой к широтной ориентации, застроенной двусторонне деревянными домами усадебного типа.

## История
Основан в начале 1920-х годов переселенцами из соседних деревень на бывших помещичьих землях. В 1930 году жители вступили в колхоз. 5 жителей погибли на фронтах Великой Отечественной войны. В 1959 году в составе совхоза «Яново» (центр — деревня Яново).

## Население

### Численность
- 2004 год — 46 хозяйств, 73 жителя.

### Динамика
- 1940 год — 245 жителей.
- 1959 год — 343 жителя (согласно переписи).
- 2004 год — 46 хозяйств, 73 жителя.